# アルタ・ビューティー

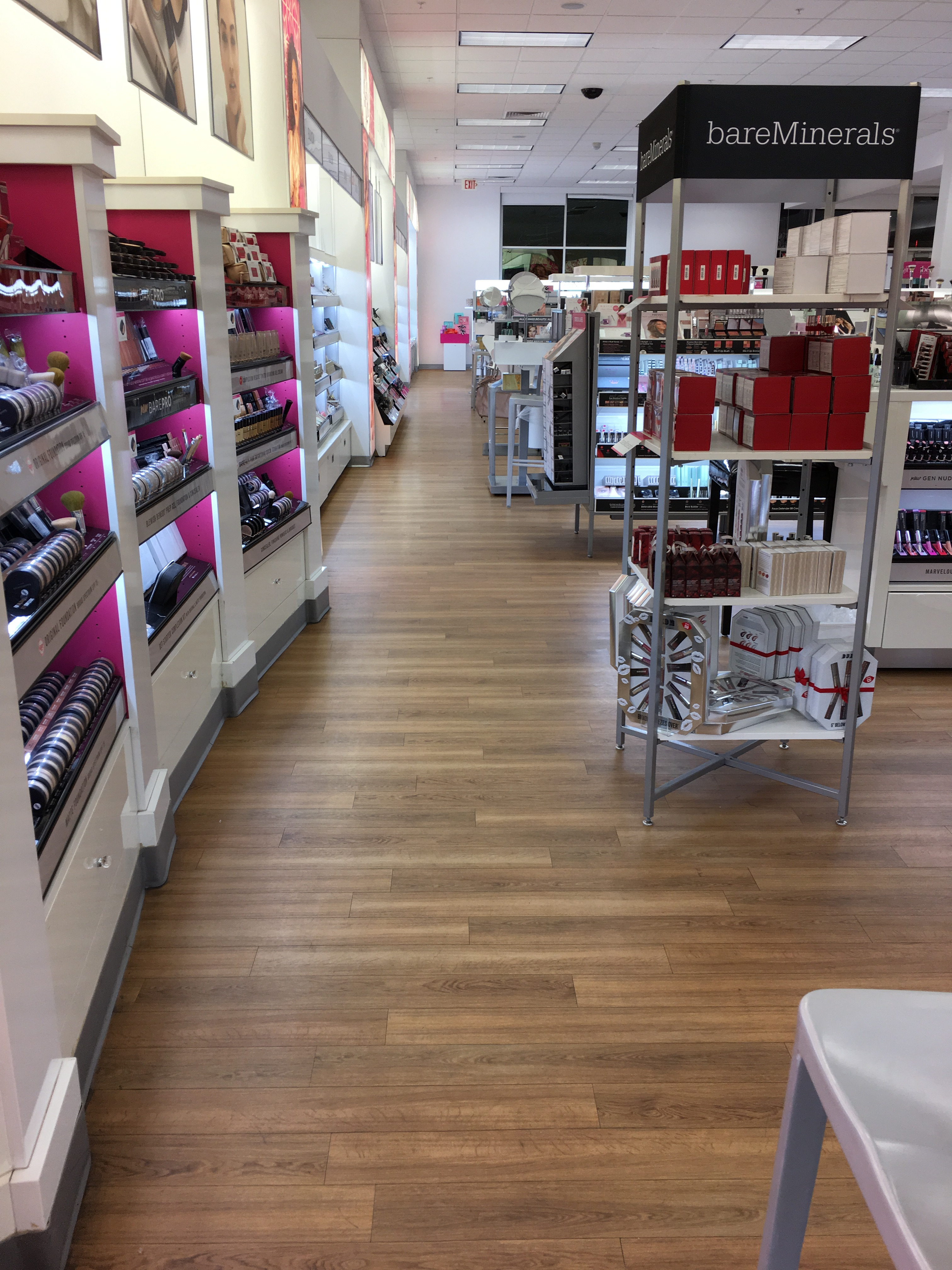
カリフォルニア州ダブリンのアルタ店内

アルタ・ビューティ（Ulta Beauty, Inc.、旧称アルタサロン、コスメティックス＆フレグランス、2000年以前はアルタ3）は、イリノイ州ボリングブルックに本社を置くアメリカ合衆国の美容専門店チェーンである。
アルタ・ビューティは、高級化粧品、低価格化粧品、フレグランス、ネイル製品、バス＆ボディ製品、ビューティツール、ヘアケア製品を扱っている。各店舗には美容室も併設されている。

## 歴史
アルタは、オスコ・ドラッグ社の元社長リチャード・E・ジョージとテリー・ハンソンによって設立された。ジョージは1989年、異なる価格帯の美容製品を提供する小売店の事業計画を立てるため、オスコ社を退社した。他のオスコ社の幹部もジョージとハンソンに加わり、ベンチャーキャピタルから1,150万ドルを調達した。当初アルタ3（Ulta3）と呼ばれていたこの会社は、1990年にシカゴ郊外に5店舗を構えてスタートした。社名は1999年末にアルタ3からアルタに変更された。
ジョージは1995年にUlta3を去り、ハンソンが同社の最高経営責任者となった。1999年12月、リン・カービーが社長兼最高経営責任者となり、チャールズ・"リック"・ウェーバーが上級副社長兼最高執行責任者兼最高財務責任者となった。2007年10月25日、ナスダック市場に上場。
2008年、アリゾナ州フェニックスに第2配送センターを開設。2010年、カール・"チャック"・ルービンが最高執行責任者、社長、取締役に就任。

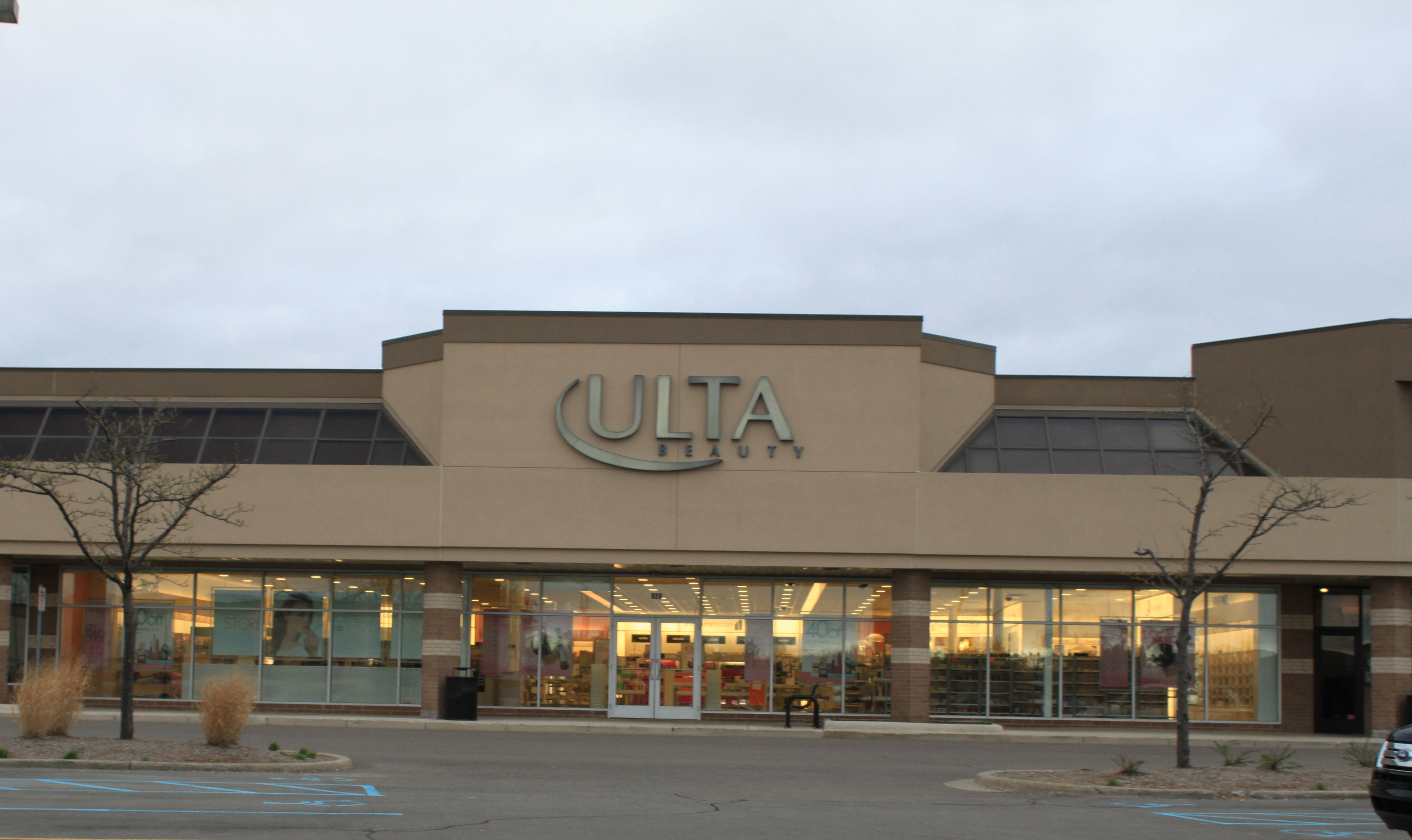
Ulta Beauty ミシガン州アナーバー店

2013年6月24日、メアリー・ディロンが2013年7月1日付けで最高経営責任者兼取締役に任命されることが発表された。ディロン氏はU.S.セルラーのチーフ、マクドナルドとペプシコのシニア・エグゼクティブを歴任。
2020年、COVID-19パンデミック前の従業員数は44,000人。2021年現在、アルタの従業員数は約37,000人。

## 展開拠点
アルタ・ビューティは現在、米国でのみで展開している。2023年1月28日現在、アルタは全米50州に1,355店舗を展開しており、そのうち約250店舗はターゲット店舗内にある。アルタ・ビューティはカリフォルニア州に168店舗を展開しており、これはどの州よりも多い。

## 事業内容
アルタ・ビューティは、自社ブランドの美容製品やフレグランスに加え、ハイエンドとドラッグストアの両方の化粧品、スキンケア、フレグランスを扱っている。MAC化粧品、カイリー化粧品、カラーポップ化粧品などのブランドを販売している。
2014年5月期第1四半期のアルタビューティの売上高は7億1380万ドル。
2014年8月終了の第2四半期末で、総売上高が22.2％増加し、既存店売上高が9.8％増加したと報告している。
2019年現在、48州に店舗を展開していて店舗の大半は東海岸地域とカリフォルニアにある。
2021年8月、小売チェーンのターゲットがアルタ製品の販売を開始した。黒人が経営する企業により多くの店舗棚スペースを提供する「15％誓約」に参加した。
2022年7月8日、アリュールとのコラボレーションを発表し、アリュールのオンラインとオフラインの店舗に25,000点の商品コレクションを提供した。このコラボレーションは2022年7月から9月まで行われ、フェルティ・ビューティ（Fenty Beauty）、ドライバー（Drybar）、オラプレックス（Olaplex）、トゥーラ（Tula）、ザ・オーディナリー（The Ordinary）、ピーター・トーマス・ロス（Peter Thomas Roth）、コスアールエックス（CosRX）、NYX、モーフェ（Morphe）、ビークマン1802（Beekman 1802）といったブランドがアルタのマーチャンダイジング・チームによって選ばれた。